# Officer og gentleman
Officer og gentleman (engelsk: An Officer and a Gentleman) er en amerikansk romantisk dramafilm fra 1982 instrueret af Taylor Hackford og med Richard Gere og Debra Winger i hovedrollerne. Filmen var nomineret til seks Oscars, bl.a. for bedste originale manuskript og bedste film, men vandt for bedste musik og for bedste mandlige birolle (Louis Gossett, Jr.).

## Medvirkende
- Richard Gere
- Debra Winger
- Louis Gosset Jr.
- David Keith
- Lisa Blount
- Lisa Eilbacher
- Tony Plana
- Harold Sylvester
- David Caruso
- Robert Loggia
- Victor French
- Grace Zabriskie
- Ron Hayes
- Tommy Petersen
- Ed Begley, Jr.
- John Laughlin